# Vítězslav Mikulíček
Vítězslav Mikulíček (4. března 1882 Malenovice – 10. ledna 1962 Praha) byl československý politik, meziválečný poslanec a senátor Národního shromáždění.

## Biografie
Za první světové války pracoval v podniku Baťa, po válce byl naopak kritikem baťovského podnikatelského systému.
V parlamentních volbách v roce 1920 získal mandát v Národním shromáždění za Československou sociálně demokratickou stranu dělnickou. Během roku 1921 přešel do nově vzniklé Komunistické strany Československa. Mandát za komunisty obhájil v parlamentních volbách v roce 1925.
Později byl za KSČ členem horní komory parlamentu. V parlamentních volbách v roce 1929 získal senátorské křeslo v Národním shromáždění. Mandát obhájil v parlamentních volbách v roce 1935. V senátu setrval do prosince 1938, kdy byl zbaven mandátu v důsledku rozpuštění komunistické strany.
Podle údajů k roku 1926 byl profesí malorolníkem v Malenovicích.
V březnu 1939 ho hledalo gestapo. Za druhé světové války žil od 20. června 1939 do 24. srpna 1945 v zahraničním exilu v Londýně. Po válce a návratu do ČSR se již výrazněji politicky neangažoval.